# 克罗尼亚莱托
克罗尼亚莱托（義大利語：Crognaleto），是意大利泰拉莫省的一个市镇。总面积123平方公里，人口1481人，人口密度12.0人/平方公里（2009年）。ISTAT代码为067023。